# Juncus fontanesii
Juncus fontanesii é uma espécie de planta com flor pertencente à família Juncaceae. 
A autoridade científica da espécie é Gay, tendo sido publicada em Mém. Soc. Hist. Nat. Paris iii. (1827) 130.
O seu nome comum é junco-do-fontana.

## Portugal
Trata-se de uma espécie presente no território português, nomeadamente os seguintes táxones infraespecíficos:
- Juncus fontanesii subsp. fontanesii - presente em Portugal Continental. Em termos de naturalidade é nativa da região atrás referida. Não se encontra protegida por legislação portuguesa ou da Comunidade Europeia.